# Leiophron kazak
Leiophron kazak är en stekelart som beskrevs av Vladimir Ivanovich Tobias 1986. Leiophron kazak ingår i släktet Leiophron och familjen bracksteklar. Inga underarter finns listade i Catalogue of Life.